# Conus furvus
Conus furvus ist eine Art der Kegelschnecken (Conidae), die im Indopazifik verbreitet ist und sich von Schnecken ernährt.

## Merkmale
Das bis etwa fünf Zentimeter lange („hohe“) Gehäuse ist konisch mit einem mittelhohen Apex. Die Höhe des Apex ist jedoch etwas variabel. Die Schultern sind eng gerundet. Die Nähte sind mehr oder weniger deutlich ausgebildet. Das vordere (oder „untere“) Ende des Gehäuses ist braun bis purpur verdunkelt. Zeltartige Flecken sind nur schwach entwickelt oder fehlen. Die Oberfläche ist abgesehen von schwachen Spiral- und Anwachsstreifen weitgehend glatt. Die Farbe variiert von einem helleren Braun bis cremefarben. Die Oberfläche weist häufig schmale, dunklere spiralige Linien auf, die an den Kreuzungspunkten mit den Anwachsstreifen unterbrochen sind. Färbung und Muster sind stark variabel, es kommen sehr helle, fast weiße Gehäuse, aber auch stark verdunkelte, fast dunkelbraune Gehäuse vor. da Motta unterscheidet mehrere formae. In der f. albicans sind die breiten, unregelmäßigen Farbstreifen parallel der Anwachsstreifung ausgerichtet und zeigen Ansätze zu zeltartigen Aussparungen.
Die Analeinbuchtung ist mäßig tief bis tief. Das Operkulum ist klein, und der Protoconch ist paucispiral, d. h. weist nur ein bis zwei Windungen auf.
Die harpunenartigen Zähne weisen eine nur kurze Schneide und einen kurzen Widerhaken auf. Die vordere Sektion des Zahns ist gegenüber der hinteren Sektion stark verlängert (etwa ¾ zu ¼). Zähnelungen am Schaft sind vorhanden, der Basalsporn jedoch fehlt. Die Basis des Zahns ist verdickt.

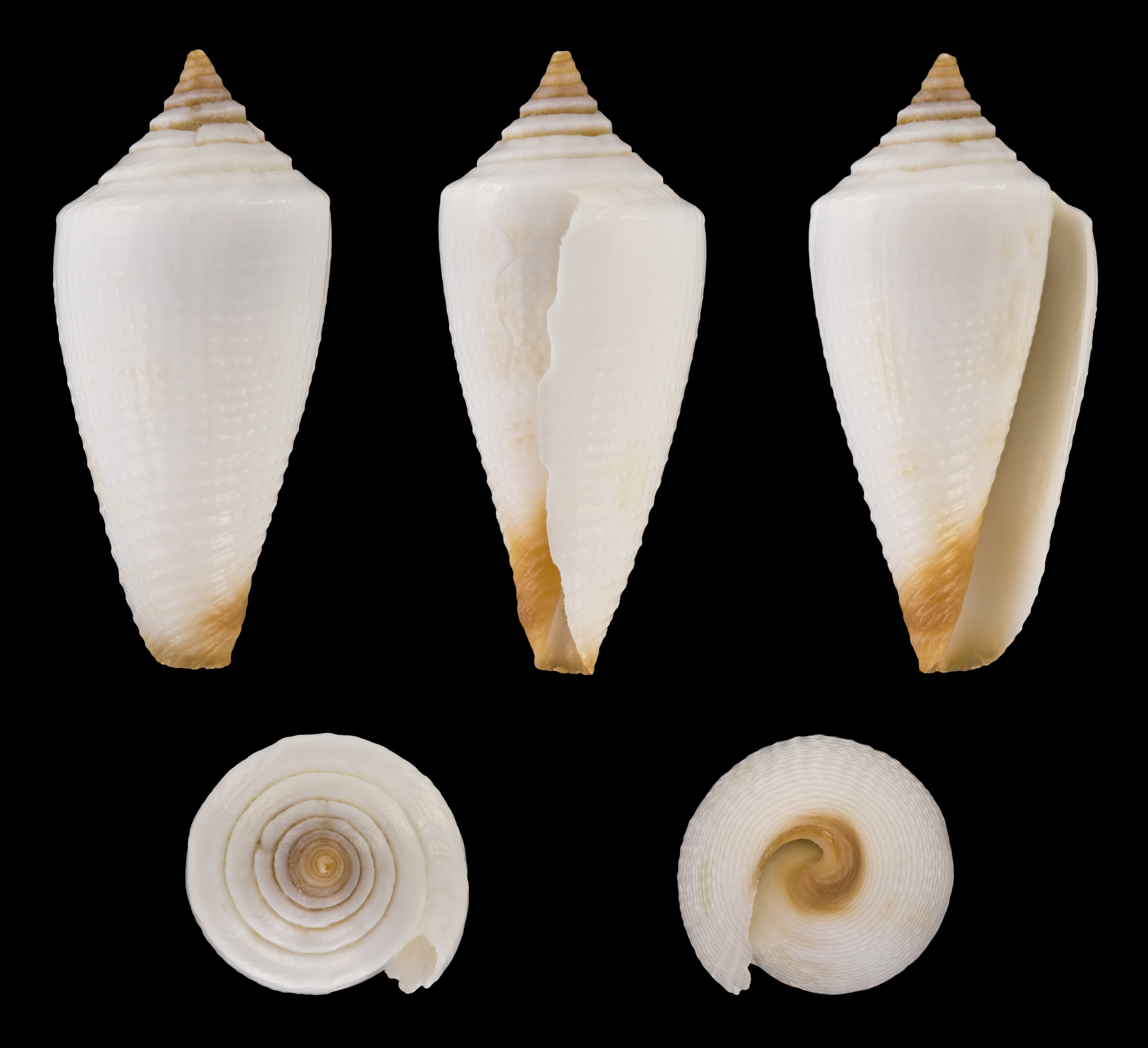
forma aegrotus
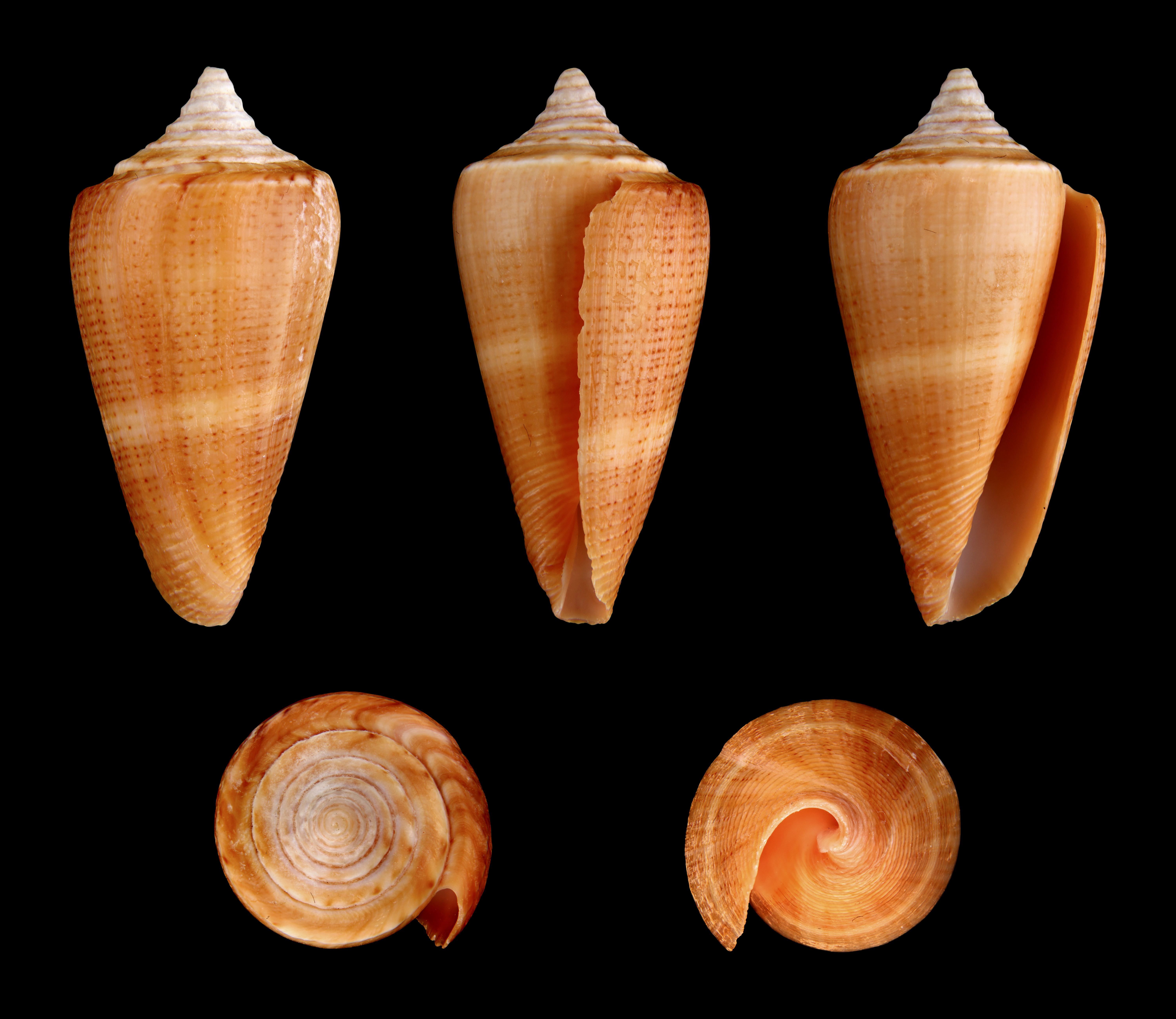
forma lignarius

## Verbreitung und Lebensraum
Conus furvus kommt in einem vergleichsweise kleinen Areal des Indo-Pazifiks vor und ist an den Andamanen als westlichstem Bereich sowie an den Küsten Malaysias, Indonesiens, Neuguineas, der Philippinen und Japans verbreitet. Er lebt von den Ufern des Meeres bis in Tiefen von etwa 60 m.

## Entwicklungszyklus
Wie alle Kegelschnecken ist Conus furvus getrenntgeschlechtlich, und das Männchen begattet das Weibchen mit seinem Penis. Das Weibchen legt Eikapseln mit zahlreichen Eiern ab. Die darin befindlichen Eier sind in Gewässern der Philippinen etwa 591 µm groß, woraus geschlossen wird, dass die Phase der Veliger-Larve komplett in den Kapseln durchlaufen wird und aus diesen fertige, kriechende Schnecklein schlüpfen.

## Nahrung
Conus furvus ist eine weichtierfressende Kegelschneckenart. In Gefangenschaft jagte die Art andere Schnecken, darunter auch Kegelschnecken. Die Beute wird mehrmals mit den Giftzähnen der Radula gestochen und so getötet, so dass die räuberische Kegelschnecke sie aus dem Gehäuse ziehen kann, um sie als Ganzes zu verschlingen.

## Systematik, Taxonomie und Nomenklatur
Antonio da Motta sowie John Tucker und Manuel Tenorio haben die früher sehr große Gattung Conus stark eingeengt. Die meisten Arten wurden kleineren, z. T. neuen Gattungen zugewiesen. Conus furvus Reeve, 1843 ist die Typusart und auch einzige Art der Gattung Calibanus da Motta, 1991. Die Variabilität der Gehäuseform und der Farbmuster war der Grund für eine Vielzahl von Synonymen für diese Art: Conus aegrotus Reeve, 1849, Conus albicans G. B. Sowerby II, 1857, Conus albus G. B. Sowerby III, 1887, Conus buxeus Reeve, 1844, Conus cecilei Kiener, 1845, Conus crepusculum Reeve, 1844, Conus granifer Reeve, 1849, Conus lignarius Reeve, 1843, Conus multilineatus G. B. Sowerby III, 1875, Conus neobuxeus da Motta, 1991, Conus nivalis da Motta, 1985, Conus polygrammus Tomlin, 1937 und Conus turritinus da Motta, 1985. Die Gattung Calibanus da Motta wird von Nam et al. (2009) basierend auf molekulargenetischen Daten nicht anerkannt und „Conus“ furvus zur Gattung Darioconus gestellt.

## Belege